# Бразил на Светском првенству у атлетици у дворани 2022.
Бразил је на 18. Светском првенству у атлетици у дворани 2022. одржаном у Београду од 18. до 20. марта учествовао осамнаести пут, односно учествовао је на свим првенствима до данас. Репрезентацију Бразила представљало је 17 такмичара (11 мушкараца и 6 жена), који су се такмичили у 12 дисциплина (8 мушких и 4 женске).,
На овом првенству такмичари Бразила освојили су две медаље (1 златна и 1 сребрна). Овим успехом Бразил је делио 6 место у укупном пласману освајача медаља.
У табели успешности према броју и пласману такмичара који су учествовали у финалним такмичењима (првих 8 такмичара) Бразил је са 5 учесника у финалу делио 15. место са 22 бода.
| Плас. | Земља  | 1. место | 2. место | 3. место | 4. место | 5. место | 6. место | 7. место | 8. место | Бр. финал. | Бод. |
| ----- | ------ | -------- | -------- | -------- | -------- | -------- | -------- | -------- | -------- | ---------- | ---- |
| =15.  | Бразил | 1        | 1        | 0        | 0        | 1        | 0        | 1        | 1        | 5          | 22   |

## Учесници
| Мушкарци: - Фелипе Барди — 60 м - Ерик Кардозо — 60 м - Лукас Карваљо — 400 м - Рафаел Переира — 60 м препоне - Габријел Константино — 60 м препоне - Тијаго Мура — Скок увис - Фернандо Фереира — Скок увис - Тијаго Браз — Скок мотком - Самори Фрага — Скок удаљ - Александро Мело — Троскок - Дарлан Романи — Бацање кугле | Жене: - Виторија Кристина Роза — 60 м - Росанжела Сантос — 60 м - Кетили Батиста — 60 м препоне - Виторија Сена Батиста Алвес — 60 м препоне - Елајн Мартинс — Скок удаљ - Ливија Аванчини — Бацање кугле |  |

## Освајачи медаља (2)

### злато(1)
- Дарлан Романи — Бацање кугле

### сребро(1)
- Тијаго Браз — Скок мотком

## Резултати

### Мушкарци
| Атлетичар            | Дисциплина   | Лични рекорд | Квалификације              | Квалификације   | Полуфинале             | Полуфинале           | Финале               | Финале               | Детаљи |
| Атлетичар            | Дисциплина   | Лични рекорд | Резултат                   | Место           | Резултат               | Место                | Резултат             | Место                | Детаљи |
| -------------------- | ------------ | ------------ | -------------------------- | --------------- | ---------------------- | -------------------- | -------------------- | -------------------- | ------ |
| Фелипе Барди         | 60 м         | 6,62         | 6,66(.658) КВ              | 3. у гр. 7      | 6,67(.667)             | 4. у гр. 2           | Није се квалификовао | 17 / 43 (50)         |        |
| Ерик Кардозо         | 60 м         | 6,55         | 6,73                       | 6. у гр. 2      | Није се квалификовао   | Није се квалификовао | Није се квалификовао | 34 / 43 (50)         |        |
| Лукас Карваљо        | 400 м        | 45,37        | Дисквалификован            | Дисквалификован | Није се квалификовао   | Није се квалификовао | Није се квалификовао | Није се квалификовао |        |
| Рафаел Переира       | 60 м препоне | 7,58 НР      | 7,60(.591) КВ              | 1. у гр. 2      | 7,58(.580) ЈАР, НР, ЛР | 4. у гр. 2           | Није се квалификовао | 11 / 44 (46)         |        |
| Габријел Константино | 60 м препоне | 7,60         | 7,74(.736)                 | 6. у гр. 1      | Није се квалификовао   | Није се квалификовао | Није се квалификовао | 26 / 44 (46)         |        |
| Тијаго Мура          | Скок увис    | 2,28 о       |                            |                 |                        |                      | 2,31 ЈАР, НР, ЛР     | 5 / 12               |        |
| Фернандо Фереира     | Скок увис    | 2,30 о       | 2,24 ЛРС                   | 7 / 12          |                        |                      |                      |                      |        |
| Тијаго Браз          | Скок мотком  | 6,03 о       | 5,95 ЈАР, НР, ЛР           |                 |                        |                      |                      |                      |        |
| Самори Фрага         | Скок удаљ    | 8,23 о       | 7,87 ЛРС                   | 9 / 14          |                        |                      |                      |                      |        |
| Александро Мело      | Троскок      | 17,31 о      | 16,07                      | 11 / 12 (13)    |                        |                      |                      |                      |        |
| Дарлан Романи        | Бацање кугле | 22,61 о      | 22,53 РСП, СРС,ЈАР, НР, ЛР |                 |                        |                      |                      |                      |        |

### Жене
| Атлетичарка                 | Дисциплина   | Лични рекорд | Квалификације    | Квалификације    | Полуфинале                 | Полуфинале            | Финале                | Финале                | Детаљи |
| Атлетичарка                 | Дисциплина   | Лични рекорд | Резултат         | Место            | Резултат                   | Место                 | Резултат              | Место                 | Детаљи |
| --------------------------- | ------------ | ------------ | ---------------- | ---------------- | -------------------------- | --------------------- | --------------------- | --------------------- | ------ |
| Росанжела Сантос            | 60 м         | 7,17 НР      | Дисквалификована | Дисквалификована | Није се квалификовала      | Није се квалификовала | Није се квалификовала | Није се квалификовала |        |
| Виторија Кристина Роза      | 60 м         | 7,25         | 7,27 кв          | 4. у гр. 4       | 7,14(.136) кв, ЈАР, НР, ЛР | 3. у гр. 3            | 7,21                  | 8 / 46 (47)           |        |
| Кетили Батиста              | 60 м препоне | 8,41         | 8,37 ЛР          | 7. у гр. 5       | Нису се квалификовале      | Нису се квалификовале | Нису се квалификовале | 39 / 41 (45)          |        |
| Виторија Сена Батиста Алвес | 60 м препоне | 8,09         | 8,65             | 5. у гр. 4       | Нису се квалификовале      | Нису се квалификовале | Нису се квалификовале | 41 / 41 (45)          |        |
| Елајн Мартинс               | Скок удаљ    | 6,74 о       |                  |                  |                            |                       | Без пласмана          | Без пласмана          |        |
| Ливија Аванчини             | Бацање кугле | 17,74 о      | 16,85            | 14 / 15          |                            |                       |                       |                       |        |